# Eustroma tomarina
Eustroma tomarina là một loài bướm đêm trong họ Geometridae.